# Wiezikon

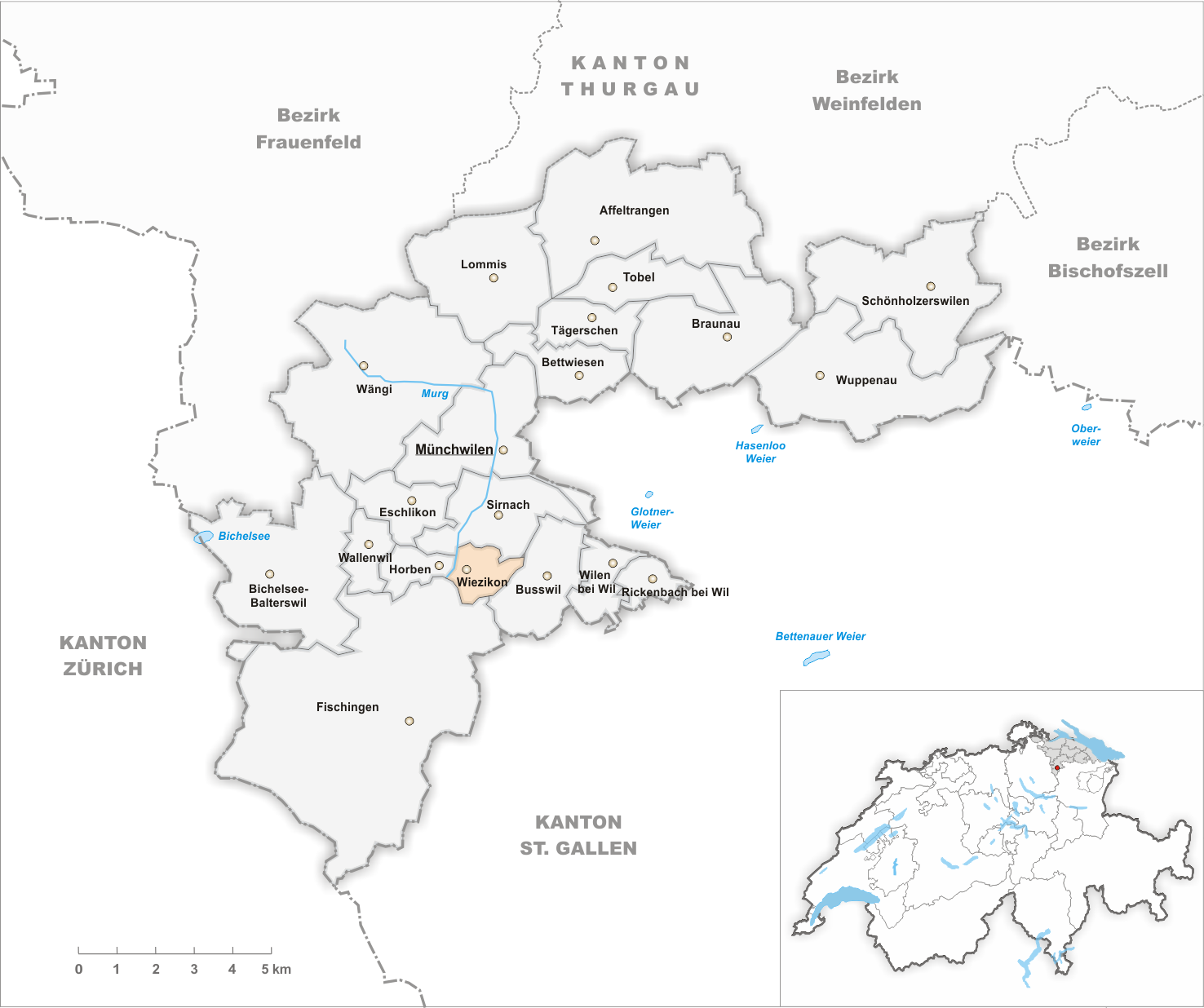
Gemeindestand vor der Fusion im Jahr 1997

Das südwestlich von Sirnach gelegene Wiezikon, offiziell Wiezikon bei Sirnach, ist eine Ortschaft der Gemeinde Sirnach im Schweizer Kanton Thurgau.
Wiezikon mit den Weilern Rütibach und Weierhof bildete von 1812 bis 1996 eine Ortsgemeinde der Munizipalgemeinde Sirnach. Seit 1997 gehört Wiezikon zur politischen Gemeinde Sirnach.

## Geschichte
1060/70 wurde die Siedlung erstmals als Wiecinchon erwähnt. Wiezikon zählte zum Amt Tannegg, das vom Spätmittelalter bis 1693 dem Hochstift Konstanz, dann bis 1798 dem Kloster Fischingen gehörte. 1432 erhielt das Dorf eine Offnung, 1569 einen Einzugsbrief. Kirchlich teilte das mehrheitlich reformierte Wiezikon das Schicksal von Sirnach.
1801 wurde eine Winter- und 1812 eine Sommerschule gegründet. Seit 1840 besteht eine Gesamtschule mit Horben und Hurnen. Arbeit boten Acker- und Obstbau, ab etwa 1850 auch Milchwirtschaft sowie die 1990 gegründete Brühwiler Fensterholz AG. Von 1882 bis 1931 bestanden elf Stickereien. Beim Mooswanger Weiher wurde in den beiden Weltkriegen Torf abgebaut. 1962 bis 1977 führte das Dorf eine Gütermelioration durch. 1970 setzte durch den Bau von Einfamilienhäusern ein starkes Wachstum ein.

## Bevölkerung
| Bevölkerungsentwicklung von Wiezikon | Bevölkerungsentwicklung von Wiezikon | Bevölkerungsentwicklung von Wiezikon | Bevölkerungsentwicklung von Wiezikon | Bevölkerungsentwicklung von Wiezikon | Bevölkerungsentwicklung von Wiezikon | Bevölkerungsentwicklung von Wiezikon | Bevölkerungsentwicklung von Wiezikon | Bevölkerungsentwicklung von Wiezikon | Bevölkerungsentwicklung von Wiezikon |
| Jahr                                 | 1831                                 | 1850                                 | 1900                                 | 1950                                 | 1990                                 | 2000                                 | 2010                                 | 2018                                 | 2023                                 |
| ------------------------------------ | ------------------------------------ | ------------------------------------ | ------------------------------------ | ------------------------------------ | ------------------------------------ | ------------------------------------ | ------------------------------------ | ------------------------------------ | ------------------------------------ |
| Ortsgemeinde                         | 192                                  | 189                                  | 168                                  | 208                                  | 405                                  |                                      |                                      |                                      |                                      |
| Ortschaft                            |                                      |                                      |                                      |                                      |                                      | 548                                  | 518 Anm.                             | 713                                  | 718                                  |
| Quelle                               | [ 3 ]                                | [ 3 ]                                | [ 3 ]                                | [ 3 ]                                | [ 3 ]                                | [ 4 ]                                | [ 5 ]                                | [ 2 ]                                | [ 6 ]                                |

Die Ortschaft Wiezikon bei Sirnach zählte am 31. Dezember 2023 718 Einwohner. Davon gehörten 100 südlich des Dorfzentrums Wohnhafte zur Gemeinde Fischingen TG. Von den 618 zur Gemeinde Sirnach gehörenden Einwohnern waren 35 bzw. 5,7 % ausländische Staatsbürger. 198 (32,0 %) waren römisch-katholisch und 159 (25,7 %) evangelisch-reformiert.